# Giochi mondiali indoor 1985 - Salto in alto maschile
La gara di salto in alto maschile si è tenuta il 18 gennaio 1985. Presero parte alla gara 21 atleti.
È stata la prima gara vinta in campo internazionale da Patrik Sjöberg e la sua seconda medaglia internazionale, dopo l'argento vinto alle Olimpiadi di Los Angeles.

## Risultati
| Pos | Nome               | Nazione          | Ris  | Note |
| --- | ------------------ | ---------------- | ---- | ---- |
| 1   | Patrik Sjöberg     | Svezia           | 2.32 |      |
| 2   | Javier Sotomayor   | Cuba             | 2.30 |      |
| 3   | Othmane Belfaa     | Algeria          | 2.27 | AR   |
| 4   | Valeriy Sereda     | Unione Sovietica | 2.24 |      |
| 5   | Carlo Thränhardt   | Germania Ovest   | 2.24 |      |
| 6   | Ján Zvara          | Cecoslovacchia   | 2.21 |      |
| 7   | Krzysztof Krawczyk | Polonia          | 2.21 |      |
| 8   | Gerd Nagel         | Germania Ovest   | 2.21 |      |
| 9   | Alain Metellus     | Canada           | 2.21 |      |
| 10  | Luca Toso          | Italia           | 2.21 |      |
| 11  | Cai Shu            | Cina             | 2.18 |      |
| 12  | Takao Sakamoto     | Giappone         | 2.18 |      |
| 13  | Paolo Borghi       | Italia           | 2.15 |      |
| 14  | Atsushi Inaoka     | Giappone         | 2.10 |      |
| 14  | Dimitrios Kattis   | Grecia           | 2.10 |      |
| 16  | Abdulla Al-Sheib   | Qatar            | 2.05 | NR   |
| 17  | Michael Minoudis   | Grecia           | 2.05 |      |
| 18  | Nalluswamy Annavi  | India            | 2.05 | NR   |
| 19  | Ezequiel Ortiz     | Porto Rico       | 2.05 | NR   |
| 20  | Mohamed Aghlal     | Marocco          | 2.00 | NR   |
| NCL | Tang Al-Farmain    | Kuwait           | NM   |      |